# Поул-позиция

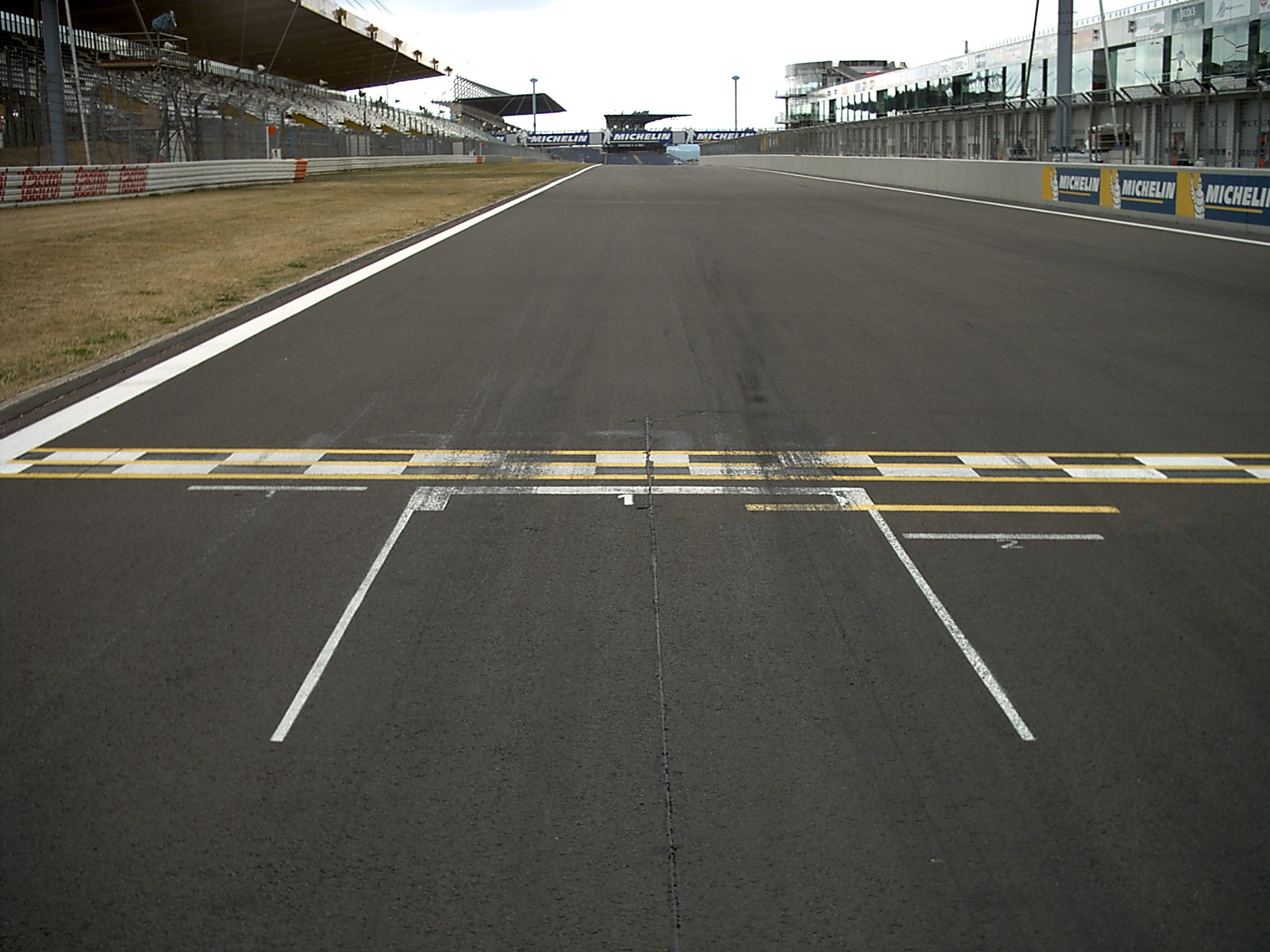
Поул-позиция на немецкой трассе Нюрбургринг

Поул-позиция (поул-позишн, поул) (англ. pole position, pole) — первая позиция автомобиля на старте гонки (зачастую являющаяся наиболее выгодной, хотя бывают и исключения на некоторых трассах), обычно занимаемая гонщиком по итогам выигранной квалификации.

## Происхождение термина
Термин поул-позиция пришёл в моторные виды спорта из скачек. Дистанция для бега на ипподроме зачастую размечается столбами (англ. pole). Старт может даваться с разных точек, но конец забега всегда наступает у финишного столба. Поскольку ипподром представляет собой овал, то лошадь, которая держится ближе всего к центру овала, проходит наименьшую дистанцию. Таким образом, позиция у столба (англ. pole position) является наилучшей для бега. А в гонках, соответственно, таковой становится первая позиция на стартовой решётке.

## Формула-1
За свою многолетнюю историю Формула-1 использовала различные квалификационные системы. В период с основания гоночной серии в 1950 году по 1995 год пилоты проезжали две одночасовые сессии (по одной в пятницу и субботу). Поул-позицию занимал пилот, показавший лучшее время в любой из двух сессий.
С 1996 по 2002 годы поул занимал пилот, показавший лучшее время в субботней одночасовой сессии. При этом разрешалось проехать не более 12 кругов, а гонщики, чей результат превышал 107 % от времени победителя квалификации, не допускались к участию в гонке.
В 2003 году был введён новый квалификационный формат. Он состоял из двух отрезков: первый проходил в пятницу и определял позиции пилотов в квалификации; второй заезд проходил в субботу, где пилотам разрешалось по отдельности пройти только один быстрый круг, причём с теми настройками и тем количеством топлива, которые будут затем использоваться в гонке. В сезоне 2004 года оба квалификационных сегмента были совмещены в один, который проводился в субботу. В начале 2005 года первая сессия была перенесена на субботу, а вторая — на воскресное утро, причём для определения расположения пилотов на стартовой решётке оба квалификационных времени суммировались. Но эта система не прижилась, и было принято решение вернуться к системе 2004 года, но уже только с одним быстрым кругом.
В сезоне 2006 квалификационная система была полностью изменена. Квалификация делилась на три сегмента: в первые 15 минут на трассу допускались все машины. По окончании заездов отсеивались 6 наиболее медленных пилотов, которые распределялись на последние места стартового поля в соответствии с показанным временем. Во второй пятнадцатиминутке все времена, показанные пилотами в первом сегменте, аннулировались, а следующие шесть наиболее медленных машин выбывали и распределялись на 11—16 места стартовой решётки. Финальная третья сессия длилась 20 минут, на которой пилоты уже использовали гоночные настройки (включая количество топлива, рассчитанное до первого пит-стопа). Победитель последнего сегмента и занимал поул. Позднее третья часть квалификации была сокращена до 15 минут, из-за нудной процедуры наматывания пилотами кругов в целях сжигания топлива.
В 2008 году система претерпела небольшие изменения: первый сегмент был увеличен до 20 минут, а третий — сокращён до 10. Начиная с Гран-при Турции (5-го по счёту в сезоне), в первой и второй частях стало отсеиваться по 5 машин вместо 6, из-за сокращения общего числа пилотов до 20.
В 2011 году FIA вернула «правило 107 %». Оно касается только первой квалификационной сессии: пилоты, превысившие в ней время лидера более, чем на 7 %, не могли участвовать в гонке. Однако было исключение, позволяющее стартовать тем, кто неудачно провёл сессию из-за аварии или по другим чрезвычайным причинам: если ранее на свободных заездах гонщик показывал лучшие результаты, то стюарды могли разрешить ему выйти на старт. Если таких гонщиков несколько, их места на стартовом поле определялись по решению стюардов.

### Рекорды Формулы-1 по числу поулов
|    | Гонщик              | Сезоны               | Гран-при | Поулы | Процент |
| -- | ------------------- | -------------------- | -------- | ----- | ------- |
| 1  | Льюис Хэмилтон      | 2007—                | 368      | 104   | 28,26%  |
| 2  | Михаэль Шумахер     | 1991—2006, 2010—2012 | 308      | 68    | 22,08%  |
| 3  | Айртон Сенна        | 1984—1994            | 162      | 65    | 40,12%  |
| 4  | Себастьян Феттель   | 2007—2022            | 301      | 57    | 18,94%  |
| 5  | Макс Ферстаппен     | 2015—                | 224      | 44    | 19,64%  |
| 6  | Джим Кларк          | 1960—1968            | 73       | 33    | 45,21%  |
| 6  | Ален Прост          | 1980—1991, 1993      | 202      | 33    | 16,34%  |
| 8  | Найджел Мэнселл     | 1980—1992, 1994—1995 | 191      | 32    | 16,75%  |
| 9  | Нико Росберг        | 2006—2016            | 206      | 30    | 14,56%  |
| 10 | Хуан Мануэль Фанхио | 1950—1951, 1953—1958 | 52       | 29    | 55,77%  |

## MotoGP
В MotoGP с 2006 года квалификационные заезды проходят в субботу и длятся один час. За это время пилотам разрешается проехать неограниченное число кругов.